# Jake Dennis

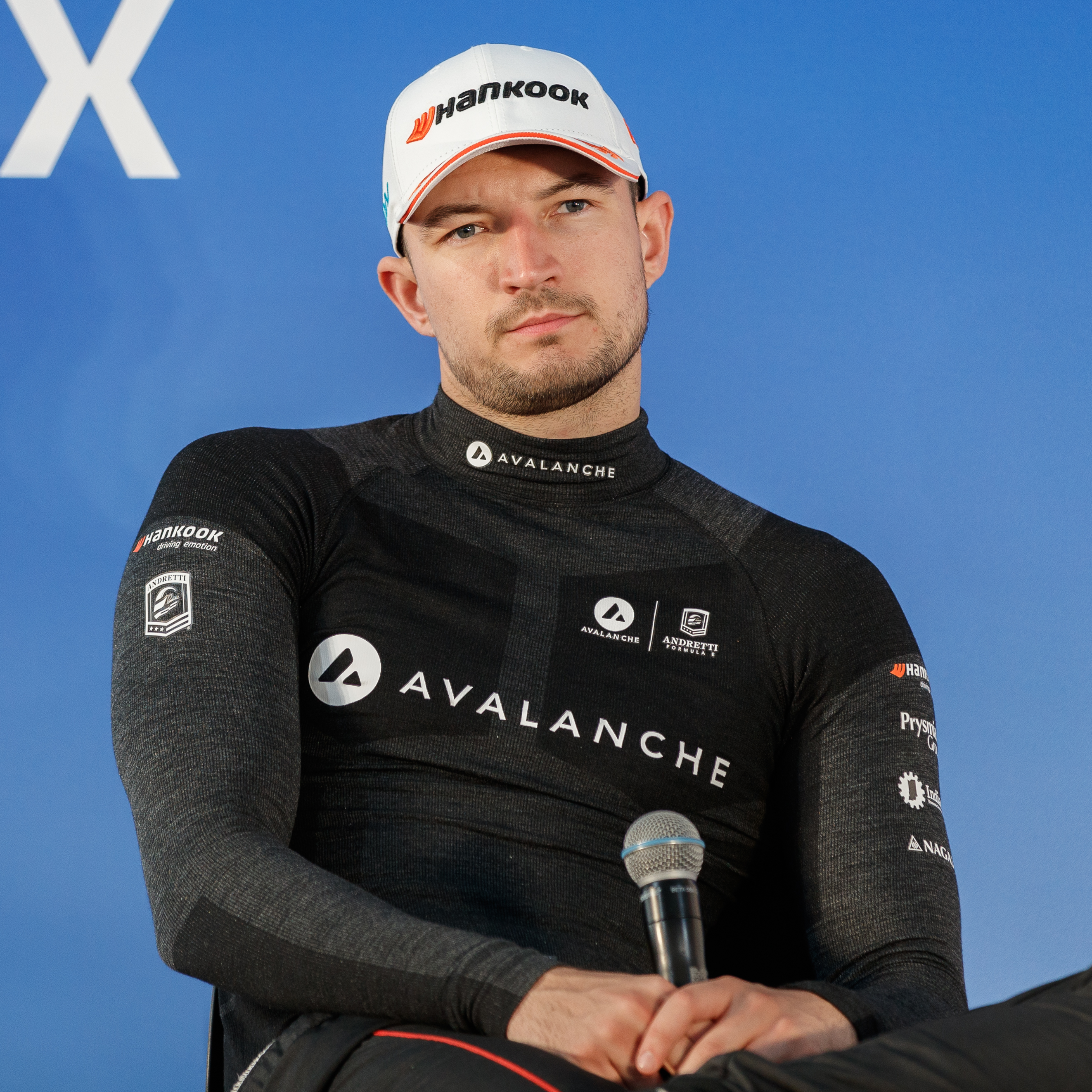
Jake Dennis beim Berlin E-Prix 2023

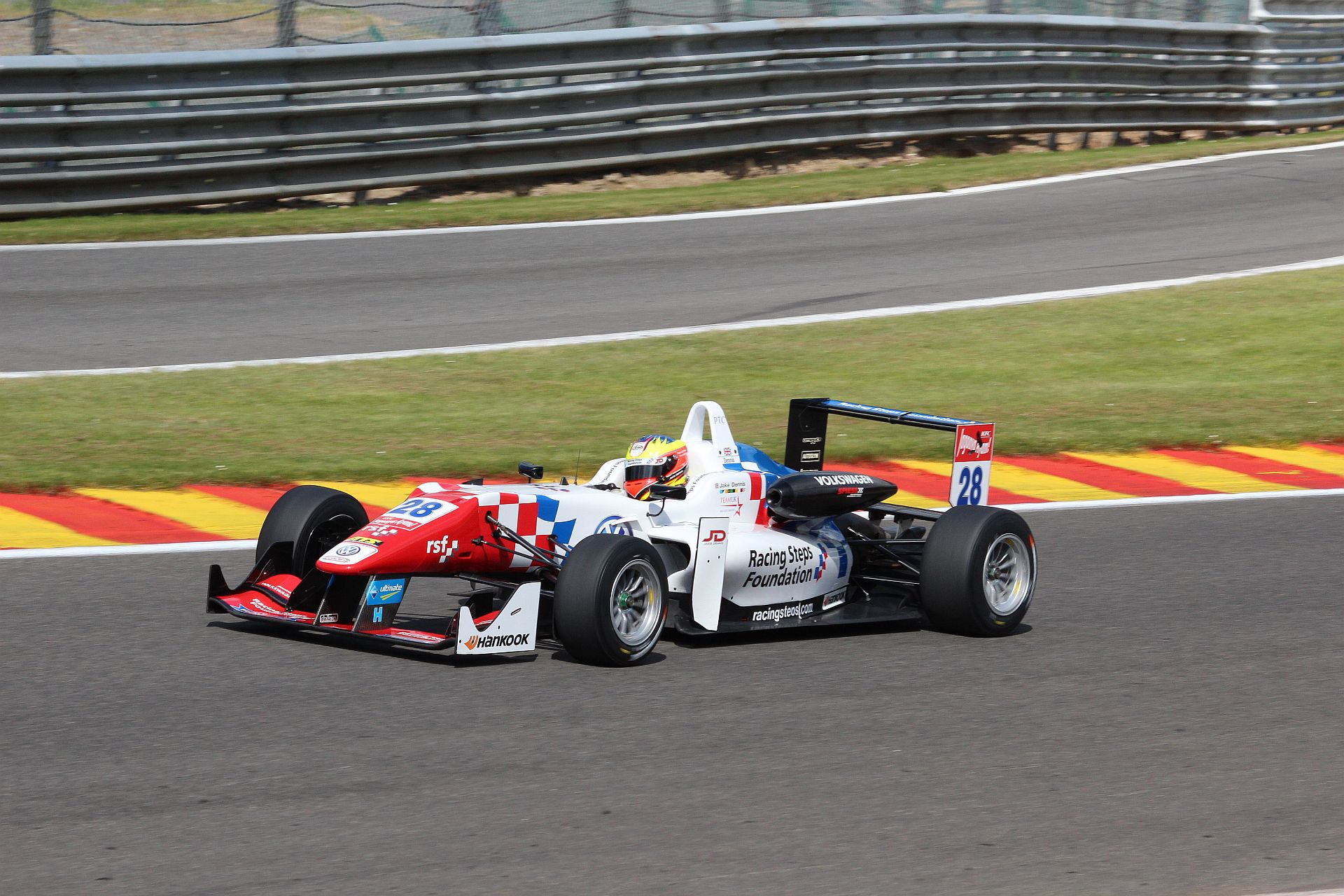
Jake Dennis in Spa-Francorchamps in der europäischen Formel-3-Meisterschaft 2014

Jake Dennis (* 30. Juni 1995 in Nuneaton) ist ein britischer Automobilrennfahrer. Er startet seit 2020 in der FIA-Formel-E-Weltmeisterschaft und ist der Sieger der Saison 2022/23.

## Karriere
Dennis begann seine Motorsportkarriere 2006 im Kartsport, in dem er bis 2010 aktiv blieb. Unter anderem wurde er 2009 Zweiter beim CIK-FIA-KF3-Weltcup. 2010 wurde er U18-Kartweltmeister. 2011 wechselte Dennis in den Formelsport und trat für Fortec Motorsport in der InterSteps Championship an. Mit acht Siegen aus 20 Rennen entschied er auf Anhieb den Titel für sich. Anschließend startete er für Fortec in der Winterserie der britischen Formel Renault. Dort erreichte er den 18. Rang.
2012 ging Dennis für Fortec Motorsport in der nordeuropäischen Formel Renault an den Start. Mit drei Siegen und insgesamt elf Podest-Platzierungen entschied er die Meisterschaft für sich. Darüber hinaus nahm er für Fortec an sechs Rennen des Formel Renault 2.0 Eurocups teil. Dabei gelang ihm ein zweiter Platz und er wurde Gesamtzwölfter. Für seine Leistungen im Jahr 2012 wurde Dennis mit dem McLaren Autosport BRDC Award ausgezeichnet. Als Prämie erhielt er eine Formel-1-Testfahrt bei McLaren. 2013 fuhr Dennis durchgängig im Formel Renault 2.0 Eurocup. Mit einem zweiten Platz als bestem Ergebnis stand er einmal auf dem Podest. Als bester Fahrer, der kein Rennen gewonnen hatte, schloss er die Saison auf dem vierten Gesamtrang ab. In der nordeuropäischen Formel Renault fuhr er vier Rennen, wobei ihm ein Sieg gelang.
2014 wechselte Dennis zu Carlin in die europäische Formel-3-Meisterschaft. Drei dritte Plätze waren seine besten Ergebnisse. Er beendete die Saison auf dem neunten Gesamtrang. 2015 ging Dennis in der europäischen Formel-3-Meisterschaft für das Prema Powerteam an den Start. In Pau erzielte er bei jedem Rennen die Pole-Position und gewann zwei Rennen. Beim Grand Prix de Pau fiel er jedoch mit technischen Problemen zurück und blieb ohne Punkte. In Spa-Francorchamps schaffte er es erneut, zwei Rennen zu gewinnen. Weitere Siege folgten in Spielberg und Portimão. Während sein Teamkollege Felix Rosenqvist die Meisterschaft gewann, verbesserte sich Dennis auf den dritten Gesamtrang. Im Anschluss an die Saison nahm er im Winter 2015/16 an einigen Rennen der MRF Challenge Formel 2000 teil.
2016 wechselte Dennis in die GP3-Serie zu Arden International. Er gewann zwei Rennen und beendete die Saison auf dem vierten Platz in der Meisterschaft. Darüber hinaus nahm er für den von Ardens Partnerteam Jota Sport betreuten Rennstall G-Drive Racing an zwei Rennen der FIA-Langstrecken-Weltmeisterschaft (WEC) teil.
2017 tritt Dennis in der Pro-Kategorie der Blancpain Endurance Series für das Belgian Audi Club Team WRT an. Zusätzlich nimmt er an den ersten drei Rennen der europäischen Formel-3-Meisterschaft für Carlin teil.

## Statistik

### Karrierestationen
| - 2006–2010: Kartsport - 2011: InterSteps Championship (Meister) - 2011: Britische Formel Renault, Winterserie (Platz 18) - 2012: Nordeuropäische Formel Renault (Meister) - 2012: Formel Renault 2.0 Eurocup (Platz 12) - 2013: Formel Renault 2.0 Eurocup (Platz 4) - 2013: Nordeuropäische Formel Renault (Platz 31) - 2014: Europäische Formel 3 (Platz 9) - 2015: Europäische Formel 3 (Platz 3) - 2016: MRF Challenge Formel 2000 (Platz 9) | - 2016: WEC (Platz 40) - 2016: GP3-Serie (Platz 4) - 2017: Blancpain Endurance Series, Pro - 2017: Europäische Formel 3 - 2017: Intercontinental GT Challenge (Platz 12) - 2018: Blancpain GT Series Endurance Cup (Platz 13) - 2018: ADAC GT Masters (Platz 24) - 2018: Intercontinental GT Challenge (Platz 24) - 2019: DTM (Platz 17) - 2019: Blancpain GT Series Endurance Cup (Platz 6) | - 2020: Intercontinental GT Challenge (Platz 21) - 2020/21: Formel E (Platz 3) - 2021/22: Formel E (Platz 6) - 2022/23: Formel E (Platz 1) - 2023/24: Formel E (Platz 5) - 2024/25: Formel E |

### Einzelergebnisse in der europäischen Formel-3-Meisterschaft
| Jahr | Team            | Motor      | 1   | 2   | 3   | 4   | 5   | 6   | 7   | 8   | 9   | 10  | 11  | 12  | 13  | 14  | 15  | 16  | 17  | 18  | 19  | 20  | 21  | 22  | 23  | 24  | 25  | 26  | 27  | 28  | 29  | 30  | 31  | 32  | 33  | Punkte | Rang |
| ---- | --------------- | ---------- | --- | --- | --- | --- | --- | --- | --- | --- | --- | --- | --- | --- | --- | --- | --- | --- | --- | --- | --- | --- | --- | --- | --- | --- | --- | --- | --- | --- | --- | --- | --- | --- | --- | ------ | ---- |
| 2014 | Carlin          | Volkswagen | SIL | SIL | SIL | HO1 | HO1 | HO1 | PAU | PAU | PAU | HUN | HUN | HUN | SPA | SPA | SPA | NOR | NOR | NOR | MOS | MOS | MOS | SPI | SPI | SPI | NÜR | NÜR | NÜR | IMO | IMO | IMO | HO2 | HO2 | HO2 | 174    | 9.   |
| 2014 | Carlin          | Volkswagen | 17  | 17  | DNF | 7   | 10  | 6   | 4   | 3   | 4   | 11  | 17  | 9   | 3   | 6   | 7   | 5   | 4   | DNF | 15  | 6   | 4   | 3   | 18* | 5   | DNF | DNF | 9   | 7   | 7   | 7   | 15  | 12  | 11  | 174    | 9.   |
| 2015 | Prema Powerteam | Mercedes   | SIL | SIL | SIL | HO1 | HO1 | HO1 | PAU | PAU | PAU | MNZ | MNZ | MNZ | SPA | SPA | SPA | NOR | NOR | NOR | ZAN | ZAN | ZAN | SPI | SPI | SPI | POR | POR | POR | NÜR | NÜR | NÜR | HO2 | HO2 | HO2 | 377    | 3.   |
| 2015 | Prema Powerteam | Mercedes   | 3   | DNF | 3   | 4   | 15  | 8   | 1   | 1   | 23  | 3   | 2   | 2   | 5   | 1   | 1   | DNF | DNF | 11  | DNF | 3   | 4   | 1   | 8   | 7   | 1   | 2   | 2   | DNF | 4   | 4   | 2   | 2   | 7   | 377    | 3.   |
| 2017 | Carlin          | Volkswagen | SIL | SIL | SIL | MNZ | MNZ | MNZ | PAU | PAU | PAU | HUN | HUN | HUN | NOR | NOR | NOR | SPA | SPA | SPA | ZAN | ZAN | ZAN | NÜR | NÜR | NÜR | SPI | SPI | SPI | HOC | HOC | HOC |     |     |     | 41     | 17.  |
| 2017 | Carlin          | Volkswagen | 2   | 5   | 5   | 18* | DNF | DNF | DNF | 10  | 9   |     |     |     |     |     |     |     |     |     |     |     |     |     |     |     | −   | −   | −   | −   | −   | −   |     |     |     | 41     | 17.  |

### Einzelergebnisse in der GP3-Serie
| Jahr | Team                | 1   | 2   | 3   | 4   | 5   | 6   | 7   | 8   | 9   | 10  | 11  | 12  | 13  | 14  | 15  | 16  | 17  | 18  | Punkte | Rang |
| ---- | ------------------- | --- | --- | --- | --- | --- | --- | --- | --- | --- | --- | --- | --- | --- | --- | --- | --- | --- | --- | ------ | ---- |
| 2016 | Arden International | ESP | ESP | AUT | AUT | GBR | GBR | HUN | HUN | GER | GER | BEL | BEL | ITA | ITA | MAS | MAS | UAE | UAE | 149    | 4.   |
| 2016 | Arden International | 7   | 4   | DNF | DNF | 12  | 9   | 3   | 7   | 12  | 6   | 2   | 5   | 1   | 4   | 6   | 1   | 2   | 4   | 149    | 4.   |

### Einzelergebnisse in der FIA-Formel-E-Weltmeisterschaft
| Jahr    | Team               | 1    | 2   | 3   | 4   | 5   | 6   | 7   | 8   | 9   | 10  | 11  | 12  | 13  | 14  | 15  | 16  | Punkte | Rang |
| ------- | ------------------ | ---- | --- | --- | --- | --- | --- | --- | --- | --- | --- | --- | --- | --- | --- | --- | --- | ------ | ---- |
| 2020/21 | BMW i Andretti     | DIR  | DIR | ROM | ROM | VAL | VAL | MCO | PUE | PUE | NYC | NYC | LON | LON | BER | BER |     | 91     | 3.   |
| 2020/21 | BMW i Andretti     | °12° | DNF | DNF | 13  | 8   | 1   | 16  | 5   | 5   | DNF | 16  | 1   | 9   | °5  | DNF |     | 91     | 3.   |
| 2021/22 | Avalanche Andretti | DIR  | DIR | MEX | ROM | ROM | MCO | BER | BER | JAK | MAR | NYC | NYC | LON | LON | SEO | SEO | 126    | 6.   |
| 2021/22 | Avalanche Andretti | 3    | 5   | 10  | 13  | DNF | 9   | 13  | 13  | 6   | 7   | 10  | 8   | 1   | 2   | 4   | 3   | 126    | 6.   |
| 2022/23 | Avalanche Andretti | MEX  | DIR | DIR | HYD | CAP | SAP | BER | BER | MCO | JAK | JAK | POR | ROM | ROM | LON | LON | 229    | 1.   |
| 2022/23 | Avalanche Andretti | 1    | 2   | 2   | 16  | 13  | DNF | 18  | 2   | 3   | 2   | 2   | 2   | 4   | 1   | 2   | 3   | 229    | 1.   |
| 2023/24 | Andretti Formula E | MEX  | DIR | DIR | SAP | TOK | MIS | MIS | MCO | BER | BER | SHA | SHA | POR | POR | LON | LON | 122    | 7.   |
| 2023/24 | Andretti Formula E | 9    | 1   | 12  | 5   | 3   | 2   | 2   | 19  | DNF | 5   | 5   | 11  | 6   | 10  | 16  | DNF | 122    | 7.   |
| 2024/25 | Andretti Formula E | SAP  | MEX | JED | JED | MIA | MCO | MCO | TOK | TOK | SHA | SHA | JAK | BER | BER | LON | LON | 77     | 10.  |
| 2024/25 | Andretti Formula E | DNF  | 4   | DNF | 4   | 9   | 3   | 9   | DSQ | 4   | 17  | 17  | 17  | DNF | 2   |     |     | 77     | 10.  |

### Le-Mans-Ergebnisse
| Jahr | Team           | Fahrzeug    | Teamkollege | Teamkollege         | Platzierung     | Ausfallgrund |
| ---- | -------------- | ----------- | ----------- | ------------------- | --------------- | ------------ |
| 2016 | G-Drive Racing | Gibson 015S | Simon Dolan | Giedo van der Garde | nicht klassiert |              |

### Einzelergebnisse in der FIA-Langstrecken-Weltmeisterschaft
| Saison | Team           | Rennwagen  | 1   | 2   | 3   | 4   | 5   | 6   | 7   | 8   | 9   |
| ------ | -------------- | ---------- | --- | --- | --- | --- | --- | --- | --- | --- | --- |
| 2016   | G-Drive Racing | Gibson 01S | SIL | SPA | LEM | NÜR | MEX | AUS | FUJ | SHA | BAH |
| 2016   | G-Drive Racing | Gibson 01S |     | 12  | DNF |     |     |     |     |     |     |

### Statistik in der DTM
Diese Statistik umfasst alle Teilnahmen des Fahrers an der DTM.

#### Einzelergebnisse
| Saison | 1   | 2   | 3   | 4   | 5   | 6   | 7   | 8   | 9   | 10  | 11  | 12  | 13  | 14  | 15  | 16  | 17  | 18  |
| ------ | --- | --- | --- | --- | --- | --- | --- | --- | --- | --- | --- | --- | --- | --- | --- | --- | --- | --- |
| 2019   | HO1 | HO1 | ZOL | ZOL | MIS | MIS | NOR | NOR | ASS | ASS | BRH | BRH | LAU | LAU | NÜR | NÜR | HO2 | HO2 |
| 2019   | 11  | 11  | DNF | 6   | 15  | 13  | 9   | 12  | 12  | DNF | DNF | 9   | 11  | DNF | DNF | 14  | 10  | 8   |

| \| Farbe \| Bedeutung \| \| ------------- \| --------------------------------------- \| \| Gold \| Sieger \| \| Silber \| 2. Platz \| \| Bronze \| 3. Platz \| \| Grün \| Platzierung in den Punkten \| \| Blau \| Klassifiziert außerhalb der Punkteränge \| \| Violett \| Rennen nicht beendet (DNF) \| \| Violett \| nicht klassifiziert (NC) \| \| Rot \| nicht qualifiziert (DNQ) \| \| Schwarz \| disqualifiziert (DSQ) \| \| Weiß \| nicht am Start (DNS) \| \| Weiß \| zurückgezogen (WD) \| \| Weiß \| Rennen abgesagt (C) \| \| ohne Farbe \| nicht am Training teilgenommen (DNP) \| \| ohne Farbe \| verletzt oder krank (INJ) \| \| ohne Farbe \| ausgeschlossen (EX) \| \| ohne Farbe \| nicht erschienen (DNA) \| \| fett \| Pole-Position \| \| kursiv \| Schnellste Rennrunde \| \| unterstrichen \| WM-Führung \| \| hochgestellt \| Platzierung im Sprintrennen \| | - Fett – Pole-Position - Kursiv – Schnellste Rennrunde - Unterstrichen – Gesamtführender - * – nicht im Ziel, aufgrund der zurückgelegten Distanz, aber gewertet - 1 – 3 Punkte für schnellste Qualifikationsrunde - 2 – 2 Punkte für zweitschnellste Qualifikationsrunde - 3 – 1 Punkt für drittschnellste Qualifikationsrunde |
| Farbe | Bedeutung |
| Gold | Sieger |
| Silber | 2. Platz |
| Bronze | 3. Platz |
| Grün | Platzierung in den Punkten |
| Blau | Klassifiziert außerhalb der Punkteränge |
| Violett | Rennen nicht beendet (DNF) |
| Violett | nicht klassifiziert (NC) |
| Rot | nicht qualifiziert (DNQ) |
| Schwarz | disqualifiziert (DSQ) |
| Weiß | nicht am Start (DNS) |
| Weiß | zurückgezogen (WD) |
| Weiß | Rennen abgesagt (C) |
| ohne Farbe | nicht am Training teilgenommen (DNP) |
| ohne Farbe | verletzt oder krank (INJ) |
| ohne Farbe | ausgeschlossen (EX) |
| ohne Farbe | nicht erschienen (DNA) |
| fett | Pole-Position |
| kursiv | Schnellste Rennrunde |
| unterstrichen | WM-Führung |
| hochgestellt | Platzierung im Sprintrennen |